# Onthophagus mindanaoensis
Onthophagus mindanaoensis là một loài bọ cánh cứng trong họ Bọ hung (Scarabaeidae).